# Antón Tovar Bobillo
Antón Tovar Bobillo (Rairiz de Veiga, 1921-Ourense, 2004) va ser un poeta gallec.
Va estudiar filosofia i lletres i fou funcionari del Ministeri d'Hisenda fins al 1967, quan en va ser expulsat per la seva militància clandestina en el Partido Comunista de España. Després va exercir de llibreter.
Considerat com un dels més grans poetes gallecs contemporanis, la seva obra comprèn títols com Arredores (1962), Non (1967), Calados esconxuros (1980), Berros en voz baixa (1990), A nada destemida (1991). En espanyol és autor de llibres com El tren y las cosas i La Lanzada (Versos hacia el mar). El 1989 va publicar el llibre de relats A grande ilusión e outros contos. Aqueix mateix any va aparèixer Diario sin datas, del qual el Diario íntimo dun vello revoltado (2001) es pot considerar una continuació.